# Phatfish
Phatfish was een Britse christelijke rock-, CCM- en worshipband uit Brighton en besteedden twintig jaar aan het schrijven en uitvoeren van hun eigen soort aanbiddingsgerichte rock en aan het leiden van aanbidding zowel in het Verenigd Koninkrijk als over de hele wereld. Ze brachten een aantal van hun eigen albums uit en speelden samen met vele bekende aanbiddingsleiders. Ze verschenen ook op veel aanbiddingsalbums en in nationale televisieprogramma's zoals Songs of Praise van BBC1. Hun thuiskerk was Church of Christ The King, de thuisbasis van Stuart Townend en andere prominente christelijke figuren.
Hun aanbiddingsliederen zoals Holy, Holy, There is a Day en Amazing God worden in kerken over de hele wereld gezongen en zijn op veel albums verschenen. Bij de publicatie van hun compilatie 15: The Anniversary Collection in 2008, omschreef hun platenlabel het als de ongelooflijke bijdrage die de band heeft geleverd aan het Britse christelijke muziekcircuit.
Het nummer Holy Holy van Phatfish is meer dan 124.000 keer afgespeeld op YouTube en het nummer In Christ Alone, met Phatfish die speelt en Lou Fellingham aan de leiding naast Stuart Townend, is meer dan 5,7 miljoen keer afgespeeld.

## Bezetting
Voormalige leden
| - Lou Fellingham (zang, 1994–2014) - Nathan Fellingham (drums, 1994–2014) - Luke Fellingham (bas, 1994–2014) - Mike Sandeman (keyboards, 1994–2014) - Jos Wintermeyer (gitaar, 2009–2014) | - Ben Hall (leadgitaar, 2009–2014) - Rachel Head (rap, 1994) - Mike Blow (leadgitaar, 1994-1997) - Adrian Watts (percussie, 1994-1997) - Alan Rose (leadgitaar, 1998-2003) |

## Geschiedenis
De band werd in januari 1994 opgericht onder de naam Purple Phatfish door Dave Fellingham in Brighton. Dave had een visie voor een christelijke groep die muzikaal uitstekend zou zijn en gerespecteerd zou worden door zowel christenen als niet-christenen.
Muzikaal was de band aanvankelijk een jazz-funk/rapgroep in een tijd dat acid jazz erg populair was in Engeland. Purple Phatfish bracht een groot deel van het eerste jaar door met het uitvoeren van hun eigen liedjes in seculiere muziekclubs, voornamelijk in de omgeving van Brighton, waar ze een aanzienlijke aanhang verwierven in het lokale muziekcircuit. De meeste vroege liederen waren niet overduidelijk christelijk van inhoud, maar behandelden hedendaagse kwesties vanuit een christelijk perspectief. Rapper Rachel Head verliet de band eind 1994 en Purple Phatfish werd Phatfish.
In de daaropvolgende jaren trad Phatfish verder weg op en speelde regelmatig in de beste Londense muziekclubs en op universiteiten in het hele land. Ze waren ook veelgevraagd bij kerken in heel het Verenigd Koninkrijk, die hen zouden boeken om te spelen op jeugdevenementen en bereiken. In deze periode maakten ze een aantal opnamen die onlangs zijn geremasterd en herverpakt onder de titel An Audience with God.
In 1997 werkte de band aan een aantal meer expliciet op aanbidding georiënteerde nummers en bracht hun eerste volledige album We Know the Story uit.
Medio 1998 verlieten gitarist Mike Blow en percussionist Adrian Watts Phatfish. Gitarist Alan Rose sloot zich aan en de band begon weer met het schrijven van liedjes. Phatfish verwijderde zich verder weg van het jazz-funk-geluid en de nieuwe nummers hadden een rockend randje. Demo's werden gemaakt met producent Alan Shacklock en Phatfish tekende vervolgens bij het Amerikaanse label Pamplin en in het voorjaar van 1999 werd Purple Through the Fishtank met hen opgenomen in Nashville. Het album had een brede aantrekkingskracht en versterkte het profiel van de band zowel in het Verenigd Koninkrijk als in het buitenland. Phatfish begon regelmatig te reizen in Canada, de Verenigde Staten en Europa. In 2000 bracht Phatfish het album An Audience With God uit met een aantal van hun oudere muziek.

### De jaren 2000
Opgenomen in het Verenigd Koninkrijk, heeft het Heavenbound-album een terugkerend thema van de hemel en de toekomst van de mens met God. Heavenbound is een bestseller en kreeg lovende recensies in de christelijke pers. In de herfst van 2001 toerde Phatfish met Heavenbound door het hele Verenigd Koninkrijk, maar ook op evenementen in Canada.
Drie unplugged optredens in verschillende delen van het Verenigd Koninkrijk werden opgenomen voor het Hope-album in januari 2002. Met de optredens en het daaropvolgende album werd geld ingezameld voor aids-wezen in Afrika via de liefdadigheidsinstelling Hope HIV. Speciale gasten Stuart Townend, Kate Simmonds en Brian Houston vergezelden Phatfish bij de optredens. De dvd-publicatie There is a Day uit 2006 bevat het unplugged optreden in Brighton.
Nothing But the Truth werd uitgebracht in mei 2003 na een uitgebreide Britse toer, waarin de nummers waren aangescherpt. De band bleef de hele zomer en herfst toeren en spelen op festivals in het Verenigd Koninkrijk en Canada.
Gitarist Alan Rose vertrok in augustus 2003. De overige vier leden namen wat tijd vrij en concentreerden zich ongeveer een jaar op andere niet-Phatfish-projecten. Nathan en Luke produceerden het album Soul Sista voor het label Kingsway's Survivor. De drie jongens werkten ook aan muziek voor een dansproductie in hun kerk in Brighton.
Faithful - The Worship Songs bevatte nieuwe studio-arrangementen van veel van hun meer gemeentelijke aanbiddingsliederen. 'The Faithful Tour' voerde hen door Engeland en Schotland, ondersteund door gitarist Dan Wheeler.
Drummer Nathan Fellingham was de drijvende kracht achter het album Trinity, uitgebracht in 2006. Het is een compilatie van nummers van vele artiesten, waaronder Phatfish. De liedjes focussen op de trinitaire aard van God.
In 2006 bracht bandlid Lou Fellingham haar debuut soloalbum Treasure uit en ze bleef veelgeprezen soloalbums uitbrengen en bleef samenwerken met Phatfish.
De band verscheen nog een aantal keer bij Songs of Praise van de BBC. Ze steunden ook zanger Lou en vriend Stuart Townend tijdens een Stu + Lou-toer, die hen naar verschillende locaties in het Verenigd Koninkrijk bracht.
Eind 2006 kwam de Phatfish bron-cd Working as a band uit. Het geeft praktisch onderwijs en advies voor plaatselijke musici in de kerkdienst en legt enkele basisprincipes uit van het maken van een samenhangend bandgeluid, dat zal werken in een kerkelijke omgeving.
There Is A Day - The Video Collection werd eind 2006 ook uitgebracht, met muziekvideo's, een unplugged concert en interviewbeelden.
In juli 2007 bracht Phatfish Guaranteed uit, de eerste die geheel nieuw materiaal sinds 2003 bevat. Het album kreeg positieve recensies en hoge verkopen op christelijke evenementen en bevat tien nummers die worden beschreven als ingewikkelde maar stuwende, dwangmatige ritmes.
Zangeres Lou Fellingham bracht in mei 2008 haar tweede soloalbum Promised Land uit. Toetsenist Michael Sandeman bracht in mei ook zijn instrumentale album Worship Reflections uit.
In december 2008 werd A Best of Phatfish-compilatie uitgebracht, genaamd 15, om hun vijftienjarig jubileum te vieren. De dubbel-cd bevat het beste van hun uitvoering en congregationele liederen en werd door de christelijke muziekjournalist Tony Cummings omschreven als een stukje Britse christelijke muziekgeschiedenis.
In januari 2009 voegden de gitaristen Ben Hall en Jos Wintermeyer zich beiden officieel bij Phatfish en de band ging meteen de studio in om het album In Jesus op te nemen, dat die zomer uitkwam.

### Laatste jaren
In december 2010 bracht Phatfish het nieuwe compilatiealbum Anthems for Worship uit, een verzameling van hun meest populaire aanbiddingsliederen die geschikt zijn voor gemeentelijk gebruik. Het album bevatte geremasterde nummers en een paar nieuwe opnamen. Opgenomen in hun nieuw gebouwde studio in de zomer van 2011, bevatte Higher meer pop-georiënteerde nummers en meer intieme nummers, zoals hun nieuwe setting voor de klassieke Hymn And Can It Be. Phatfish toerde met het Higher-album langs Britse locaties tot en met 2011 en 2012 en vergezelde Lou tijdens haar solotoer in de herfst van 2012.
In januari 2014 kondigde Phatfish aan dat ze twintig jaar na hun eerste tournee twee laatste afscheidsconcerten zouden geven. Op 14 en 15 maart speelden ze voor emotionele menigten in het Wessex Christian Centre. Ze werden op het podium vergezeld door enkele van de oude nummers door de vroege gitaristen Mike Blow en Alan Rose, de eerste keer dat ze sinds jaren samen speelden. De shows zijn opgenomen voor hun laatste (dubbel) album Phatfish LIVE.

## Muziekstijl
De muzikale stijl van Phatfish bestond over het algemeen uit een rock/pop-geluid, waarbij gebruik werd gemaakt van toetsenborden en gitaren en de vooraf ingesproken vocalen van zanger Lou Fellingham. De band streefde altijd naar muzikale creativiteit en speelde strak in een livebezetting. Phatfish gebruikte programmeren in zowel aanbidding, concert- als studio-instellingen. De vroege nummers hadden een veel meer jazz-funk geluid en maakten na verloop van tijd plaats voor een rockend, meer mainstream geluid. Tekstueel probeerden ze bijbelse waarheden op een toegankelijke manier uit te pakken, zonder hun toevlucht te nemen tot oppervlakkige clichés.

## Songwriting
Mike Rimmer van Cross Rhythms merkte in zijn recensie van Faithful - The Worship Songs op dat de invloed van de Phatfish-jongens op het Britse aanbiddingscircuit niet mag worden onderschat. Of ze nu als songwriters of als onderdeel van de Stoneleigh-aanbiddingsband waren, ze hebben een grote aandeel in de afgelopen 10 jaar. Phatfish heeft veel aanbiddingsliederen bijgedragen aan de moderne kerk, nationaal in Groot-Brittannië en internationaal over de hele wereld.
Nathan Fellingham was de belangrijkste aanbiddingssongwriter van de band, zijn werken omvatten Holy Holy, There Is A Day en Amazing God. Holy Holy van Nathan Fellingham wordt door hemzelf in een audio-interview bij New Word Alive beschreven als hun populairste deuntje dat het verst rond de wereld is gereisd. Het stond ook op Tim Hughes' When Silence Falls en The Livingstone Collective's Portrait of Worship. De nummers van de band staan op veel compilatie-, live-, studio- en instrumentale albums die internationaal beschikbaar zijn, met niet-Phatfish-versies van nummers zoals There Is A Day, Amazing God en Awake Awake O Zion, die beschikbaar zijn op iTunes.
Het meest bejubelde nummer van de band is There Is A Day. Het nummer staat op tientallen live aanbiddingsalbums en drie Phatfish-publicaties en het gaat over de dag van Jezus' terugkeer en de krachtige theologische inhoud is een gespreksonderwerp voor veel christelijke muziekliefhebbers en recensenten.

## Aanbidding leidend
Sinds hun oprichting werd Phatfish opgeroepen als een aanbiddingsband om anderen te leiden en bij te staan op conferenties en hun plaatselijke kerk CCK. De band leidde vaak aanbidding samen met spraakmakende aanbiddingsleiders zoals Matt Redman, Kate Simmonds en Stuart Townend op christelijke conferenties in het Verenigd Koninkrijk en in het buitenland. Lou Fellingham leidde zichzelf of was een achtergrondzangeres van de aanbiddingsleider. Bovendien boden ze praktisch advies over christelijke muziek en leidende aanbidding op hun dubbel-cd Working As A Band en hebben ze met dit materiaal vaak onderwezen op aanbiddingsseminars en eendaagse evenementen.
De band speelde op drie albums die de felbegeerde CBC «Praise & Worship Album of the Year»-prijs hebben gewonnen, twee Stoneleigh-albums Ruach en Beautiful Saviour en Stuart Townends Best of Stuart Townend Live.
Ze werden regelmatig uitgenodigd om plaatselijke kerkteams in het hele land te komen helpen en advies en ideeën te geven over hoe ze kunnen verbeteren wat ze doen. Toetsenist Mike Sandeman heeft Worship Band Advice opgericht, een boekingsdienst voor plaatselijke kerken die willen profiteren van zijn ervaring.
Phatfish verscheen als leidende aanbidding of trad op op tal van conferenties en festivals zoals de Stoneleigh Bible Week, Newday, Soul Survivor, New Word Alive, Mission: Worship, Big Church Day Out, Forum UCCF Conference, Salt and Light Conference, re.vive, YC Newfoundland, Worship:Together, Spring Harvest, Greenbelt, Souled Out, Radiant, Together On A Mission, Mobilise, Soul By The Sea, Bible By The Beach, Keswick Convention, Bognor Regis Bible Week, Women Walking With God, Mandate, Cheltenham Bible Week , Festival Manchester en Together at Westpoint.

## Herkomst van de bandnaam
De band heette oorspronkelijk Purple Phatfish, een naam die afkomstig is van een kleine paarse sleutelhanger met een kleine vette vis die lucht uit zijn mond blies als je erin kneep. De sleutelhanger werd cadeau gedaan door een vriendin en ze suggereerde dat Purple Fat Fish een goede naam zou zijn voor een band. Een foto van de vis is te zien op de What's in a name? pagina op de website van de band.

## Discografie
Opmerking: dit is een lijst met daadwerkelijke Phatfish-opnamen en bevat niet de talrijke andere aanbiddingsalbums waarop ze hebben afgespeeld.
- 1994 Purple Phatfish (demo met drie nummers, alleen cassette)
- 1995 River of Life (alleen cassette)
- 1996 Neworldisorder (ep met zes nummers)
- 1997 We Know the Story
- 1999 Purple Through the Fishtank
- 2000 An Audience with God (compilatie met wat opnieuw opgenomen materiaal)
- 2001 Heavenbound
- 2002 Hope – Unplugged Live
- 2003 Nothing But The Truth
- 2004 Faithful: The Worship Songs
- 2006 Trinity (compilatie met andere artiesten)
- 2006 Working As A Band (muziekbron voor kerkmuzikanten)
- 2006 There Is A Day – The Video Collection (dvd)
- 2007 Guaranteed
- 2008 15 – The Anniversary Collection
- 2009 In Jesus
- 2010 Anthems For Worship
- 2011 Higher
- 2014 PHATFISH LIVE

### Andere albums/discografie Phatfish zijn te zien in
Let op: Dit is een lijst met opnamen waarin de band is verschenen. Dit zijn geen daadwerkelijke Phatfish-publicaties. Het is geen volledige lijst.
- 1994 Ruach - Stoneleigh album
- 1995 Day Of Favour
- 1996 My First Love
- 1997 Loves Compelling Power
- 1998 Beautiful Saviour
- 1999 Covenant Of Grace
- 2000 Chosen From The Nations
- 2000 Praise Mix 2000 - Opgenomen tijdens christelijk evenement Spring Harvest
- 2000 Revive '00 - Dare To Believe - Stoneleigh jeugdevenement
- 2001 The Fathers Embrace
- 2001 Revive - Joy - Stoneleigh jeugdevenement
- 2001 In Christ Alone - Recorded bij CCK, Brighton
- 2001 Revive '01 - Dreams and Visions - Stoneleigh jeugdevenement
- 2002 Newfrontiers - Live 2002 - Recorded bij CCK, Brighton
- 2002 Soul Survivor Live 2002 - Glimpses Of Glory
- 2003 Does The Future Have A Church - Een compilatie van aanbiddingsliederen van vorige album *
- 2004 Newday 2004 - Opgenomen bij Newfrontiers Een compilatie van aanbiddingsliederen van vorige albums
- 2004 The Passion Of God's Son - Opgenomen bij Newfrontiers evenement 'Leadership '04'
- 2005 Newday - You Reign - Opgenomen bij Newfrontiers jeugdevenement '05 (steun voor Matt Redman)
- 2005 The Power Of The Cross - Opgenomen bij Newfrontiers evenement 'Leadership '05'
- 2006 Treasure - Lou Fellingham's debuutalbum
- 2006 Praise Is Rising - Opgenomen bij Newfrontiers evenement 'Leadership '06'
- 2006 Newday - Shout From The Roof - Opgenomen bij Newfrontiers jeugdevenement '06 (begeleidingsband voor Siyoli Lusaseni)

Zie Lou Fellingham artikel voor meer Phatfish bijdragen

## Muziekvideo's
| Jaar | Song           | Album                            | Regisseur                                   |
| ---- | -------------- | -------------------------------- | ------------------------------------------- |
| 2008 |                | 15 – The Anniversary Collection' | John Lumgair, Quirky Motion                 |
| 2007 | Rise Up        | Guaranteed                       | John Lumgair, Quirky Motion                 |
| 2006 | There is a Day | Heavenbound                      | Simeon Lumgair, Quirky Motion               |
| 2005 | Annoy          | Nothing But The Truth            | Simeon Lumgair, Quirky Motion               |
| 2004 | Faithful Tour  | Nothing But The Truth            | Simeon Lumgair, John Lumgair, Quirky Motion |
| 2003 | Truth Tour     | Nothing But The Truth            | Simeon Lumgair, John Lumgair, Quirky Motion |